# 5 gocce
5 gocce è un singolo del cantautore italiano Irama, pubblicato il 25 marzo 2022 come secondo estratto dal terzo album in studio Il giorno in cui ho smesso di pensare.
Il brano vede la partecipazione vocale del rapper italiano Rkomi.

## Video musicale
Il video, diretto da LateMilk, è stato pubblicato il 7 aprile 2022 sul canale YouTube del cantante.

## Tracce
Testi di Giuseppe Colonnelli, Filippo Maria Fanti, Luis Jonuel Gonzalez Maldonado e Mirko Martorana, musiche di Junior K e Mr. Naisgai.
1. 5 gocce – 2:40

## Classifiche

### Classifiche settimanali
| Classifica (2022) | Posizione massima |
| ----------------- | ----------------- |
| Italia            | 3                 |

### Classifiche di fine anno
| Classifica (2022) | Posizione |
| ----------------- | --------- |
| Italia            | 8         |